# Big Casino
«Big Casino» es un sencillo del álbum Chase This Light, de Jimmy Eat World, distribuido el 26 de agosto de 2007 por Interscope Records.

## Antecedentes
El título de la canción está tomado del nombre de un proyecto paralelo del cantante de Jimmy Eat World, Jim Adkins, titulado Go Big Casino.
La canción se estrenó en el sitio web oficial de Jimmy Eat World y el nuevo sitio web oficial del álbum Chase This Light. Algún tiempo después, se agregó a un Jimmy Eat World desde MySpace renovado. El 16 de octubre de 2007, la canción se lanzó físicamente como sencillo.

## Video musical
El video de Big Casino se filmó en Las Vegas Neon Museum Boneyard en un solo día (con un regreso para las recogidas por la noche), con la banda tocando entre las viejas vallas publicitarias del patio y los letreros de neón del casino. Mientras la banda toca durante partes de los versos, se ve a Jim Adkins caminando por partes del patio arrastrando su guitarra con él. A medida que avanza el video, cambia entre la noche y el día, con muchas de las vallas publicitarias y letreros iluminados, con la luna también a la vista.
El video se estrenó en Yahoo el 22 de octubre de 2007, luego se agregó al sitio web oficial de Jimmy Eat World el 23 de octubre de 2007 y, momentos después, se agregó a YouTube de Jimmy Eat World y YouTube de Universal Music.